# Калисон (Канзас)
Калисон (енгл. Cullison) град је у америчкој савезној држави Канзас.

## Демографија
По попису из 2010. године број становника је 101, што је 3 (3,1%) становника више него 2000. године.
| Група             | 2000.      | 2010.      |
| Белци             | 86 (87,8%) | 95 (94,1%) |
| Афроамериканци    | 0 (0,0%)   | 0 (0,0%)   |
| Азијати           | 0 (0,0%)   | 0 (0,0%)   |
| Хиспаноамериканци | 8 (8,2%)   | 3 (3,0%)   |
| Укупно            | 98         | 101        |